# Crise française du beurre de 2017

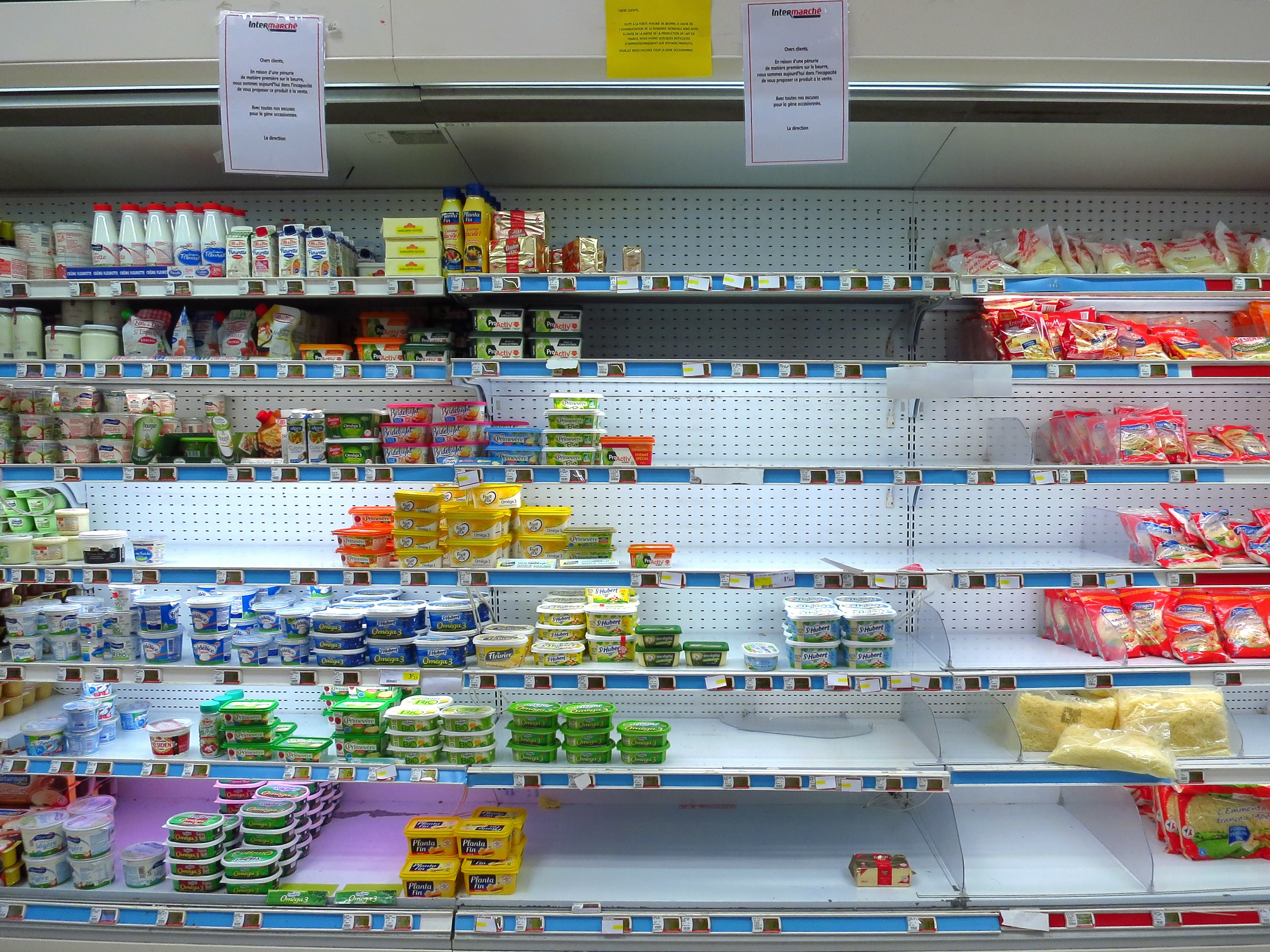
Gondoles d'un supermarché pendant la crise du beurre

La crise du beurre de 2017 est une crise de l’approvisionnement en beurre en France, mais aussi dans d’autres pays, à l’automne 2017, consécutive à une forte hausse du prix du lait de vache.

## Causes
La tension sur le beurre est une résultante de l'évolution du contexte européen sur les produits laitiers, et du temps d'adaptation du marché à cette évolution. En 2015, le système de quotas laitiers est aboli. Dans un premier temps, il y a eu une augmentation des productions en lait, provoquant une baisse des prix mondiaux, ce qui incite les producteurs laitiers à réduire leurs volumes. Finalement, ces derniers produisent largement moins de lait cru réfrigéré qu’auparavant. Mais la consommation de beurre est concomitamment en augmentation dans le monde entier. Les consommateurs des États-Unis, de la Chine et du Moyen-Orient, par exemple, consomment de plus en plus de beurre,. Les cours mondiaux du lait, à l’origine de la fabrication du beurre, grimpent, et le prix du beurre également. 
De 2 500 euros par tonne en 2016, les prix passent à 7 000 euros durant l’été 2017,,. Comme répercussion, cela entraîne un conflit entre la grande distribution et les grands groupes de l’industrie agroalimentaire. La grande distribution, voulant s'en tenir aux prix d'achat fixés en négociations annuelles, a des difficultés à s'approvisionner à ces prix, notamment en France, et une absence de produits est constatée dans certains rayons,,,,,,,. Les producteurs sont poussés à vendre à l'étranger, le cours du beurre y étant bien supérieur au prix auquel achète la grande distribution française.
La crise s'amenuise en décembre 2017, l'hiver étant une saison de reprise traditionnelle de la production de beurre. Le parlement européen se saisit de l'affaire en 2018 et demande à la commission européenne de remettre en place des quotas laitiers pour maintenir la production de beurre.

## Conséquences côté consommateur
La crainte, par les consommateurs, d'une pénurie de beurre au détail a entraîné une augmentation des achats par ceux-ci dans le but de constituer des provisions selon le phénomène d'anticipation. Fin octobre, près de la moitié de la demande au détail n'est pas satisfaite en France. À l'arrivée de l’Épiphanie 2018, la crise du beurre fait flamber le prix de la galette des rois,.